# Comuna Viškovci, Osijek-Baranja
Viškovci este o comună în cantonul Osijek-Baranja, Croația, având o populație de 1.906 locuitori (2011).

## Demografie
Componența etnică a comunei Viškovci
     Croați (99,11%)
     Necunoscut (0,16%)
     Neclasificat (0,63%)
Componența confesională a comunei Viškovci
     Catolici (98,85%)
     Necunoscută (0,31%)
     Alte religii (0,84%)
Conform recensământului din 2011, comuna Viškovci avea 1.906 locuitori. Din punct de vedere etnic, majoritatea locuitorilor (99,11%) erau croați. Apartenența etnică nu este cunoscută în cazul a 0,16% din locuitori. Din punct de vedere confesional, majoritatea locuitorilor (98,85%) erau catolici. Pentru 0,31% din locuitori nu este cunoscută apartenența confesională.